# Balagtas
Balagtas is een gemeente in de Filipijnse provincie Bulacan op het eiland Luzon. Bij de laatste census in 2007 had de gemeente bijna 63 duizend inwoners.

## Geografie

### Bestuurlijke indeling
Balagtas is onderverdeeld in de volgende 9 barangays:
- Borol 1st
- Borol 2nd
- Dalig
- Longos
- Panginay
- Pulong Gubat
- San Juan
- Santol
- Wawa

## Demografie
Balagtas had bij de census van 2007 een inwoneraantal van 62.684 mensen. Dit zijn 5.739 mensen (10,1%) meer dan bij de vorige census van 2000. De gemiddelde jaarlijkse groei komt daarmee uit op 1,33%, hetgeen lager is dan het landelijk jaarlijks gemiddelde over deze periode (2,04%). Vergeleken met de census van 1995 is het aantal mensen met 13.474 (27,4%) toegenomen.

De bevolkingsdichtheid van Balagtas was ten tijde van de laatste census, met 62.684 inwoners op 28,66 km², 1717 mensen per km².

## Geboren in Balagtas
- Francisco Balagtas (2 april 1788), dichter (overleden 1862);
- Hermogenes Ilagan (19 april 1873), zarzuela-zanger, schrijver en producent (overleden 1943).